# Ligne de Montagney à Miserey
La ligne de Montagney à Miserey est une ancienne voie ferrée française, à écartement standard et à voie unique non électrifiée. Elle reliait Montagney, dans le sud-ouest du département de la Haute-Saône (70), à Miserey-Salines, dans le nord-ouest du département du Doubs (25). Elle est entièrement fermée, déclassée et déposée.
D'une longueur de 28 km, elle constituait la ligne no 855000 du réseau ferré national. Elle desservait les gares de Montagney , Chenevrey-et-Morogne, Marnay et Brussey, dans le département de la Haute-Saône, Émagny et Miserey-Salines, dans le département du Doubs.
Elle assurait une liaison ferroviaire directe entre Gray (Haute-Saône) et Besançon (Doubs), puisqu'elle se raccordait à la ligne de Gray à Fraisans à Montagney et à la ligne de Besançon-Viotte à Vesoul à Miserey.

## Histoire
Le 4 juillet 1860, le Ministre des Travaux Publics et la Compagnie des chemins de fer de Paris à Lyon et à la Méditerranée (PLM) signent une convention qui concède à cette dernière, une « ligne de Gray à Besançon, avec embranchement sur Ougney et prolongement de Rans à Fraisans ».
La « ligne de Gray à Besançon, avec embranchement sur Ougney et prolongement de Rans à Fraisans » est déclarée d'utilité publique par décret impérial du 1er février 1862 .
La ligne est ouverte le 17 juin 1878 .
La ligne est fermée aux voyageurs au début de la Seconde Guerre Mondiale, le 20 mai 1940 et la section de la ligne entre Montagney et Marnay est fermée au trafic marchandises le 1er avril 1957.
La section de la ligne entre Marnay et Miserey est fermée au trafic marchandises dans les années 1980.
La section de la ligne entre Montagney et Marnay est déclassée le 13 février 1964. La section entre Marnay et Miserey est retranchée du réseau ferré national le 11 janvier 2002 .

## Patrimoine ferroviaire

### Ligne

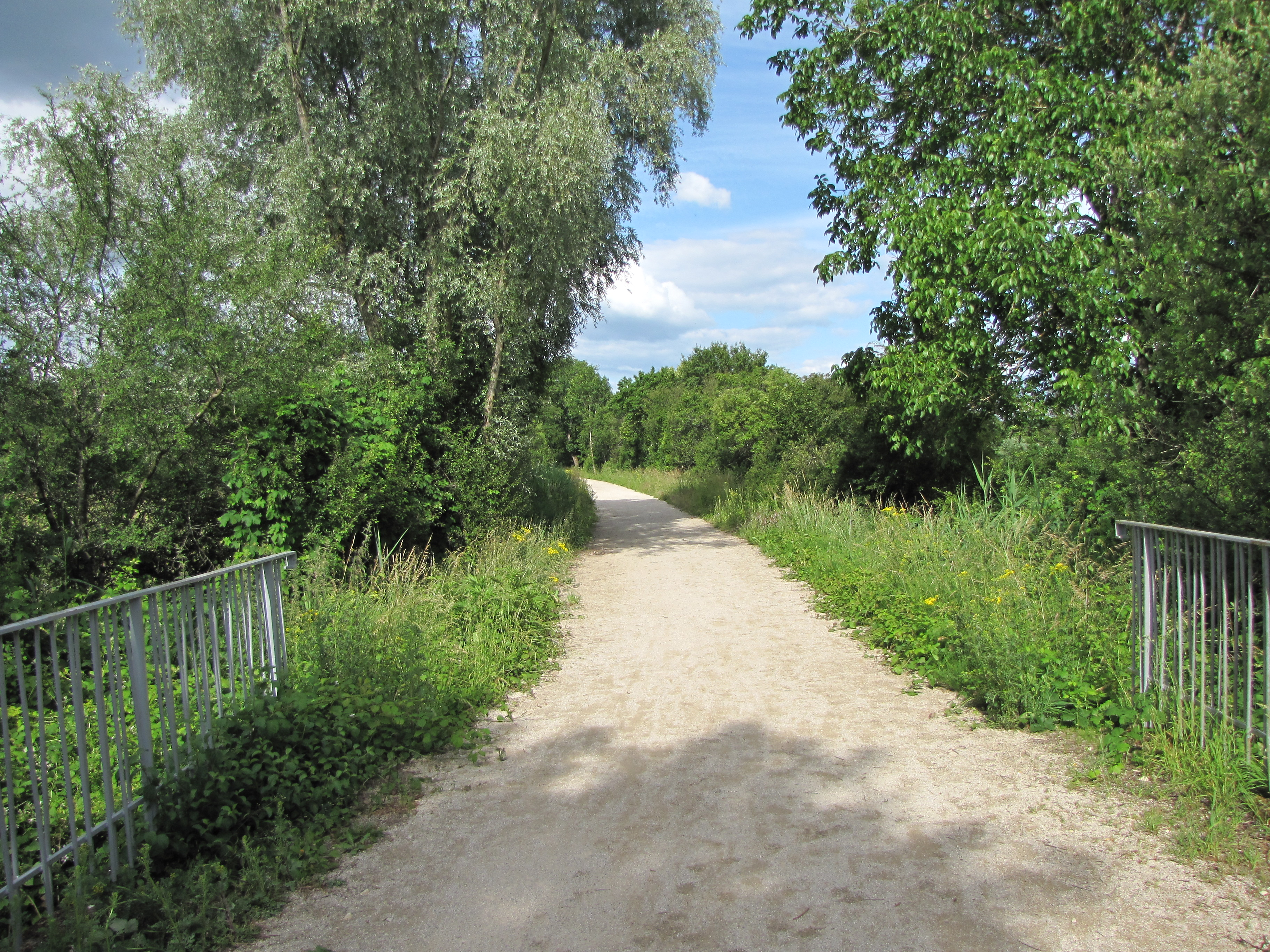
L'ancienne voie ferrée, aménagée en voie verte, entre Brussey et Émagny.
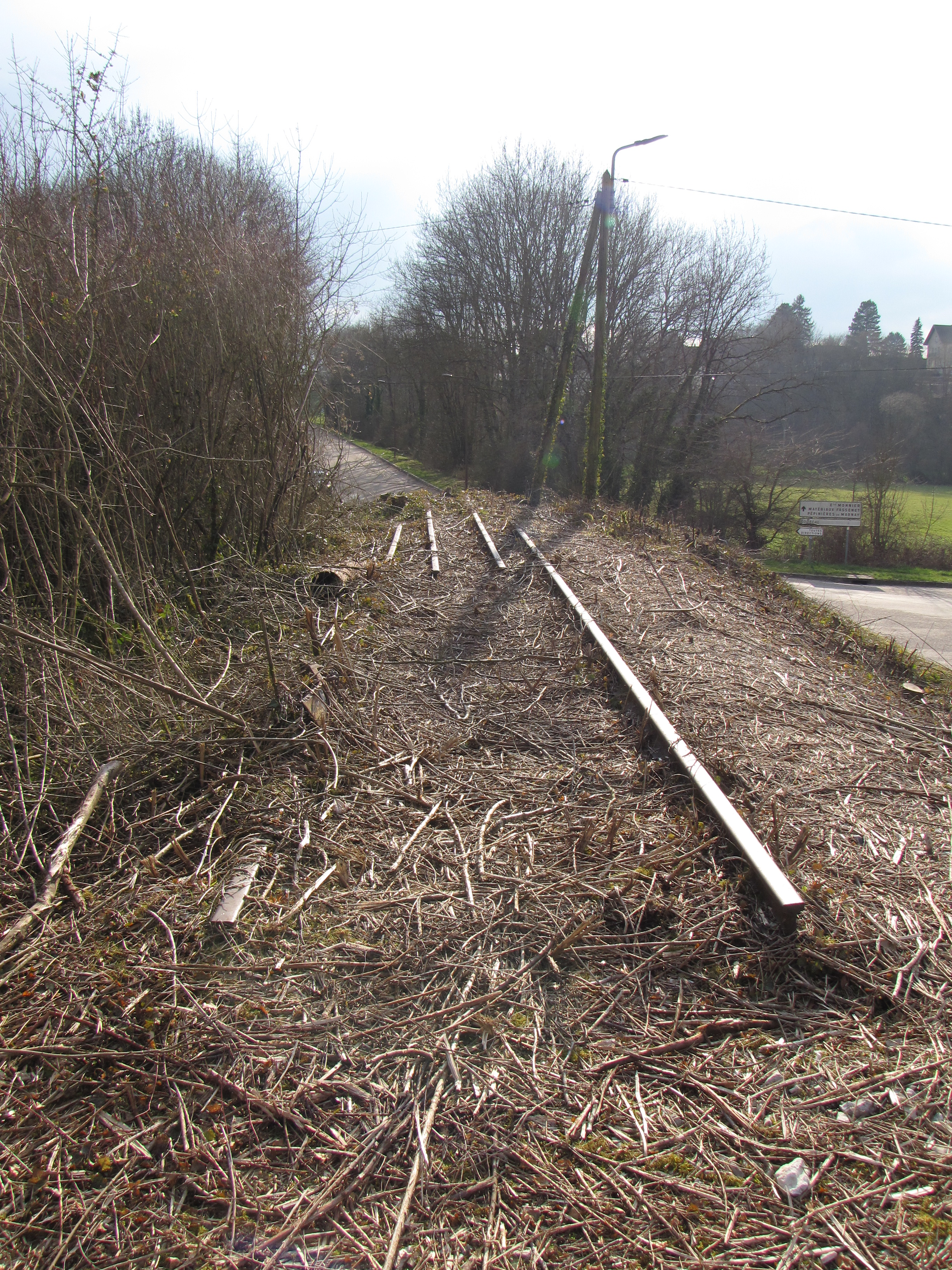
Vestiges de la voie ferrée à Marnay.
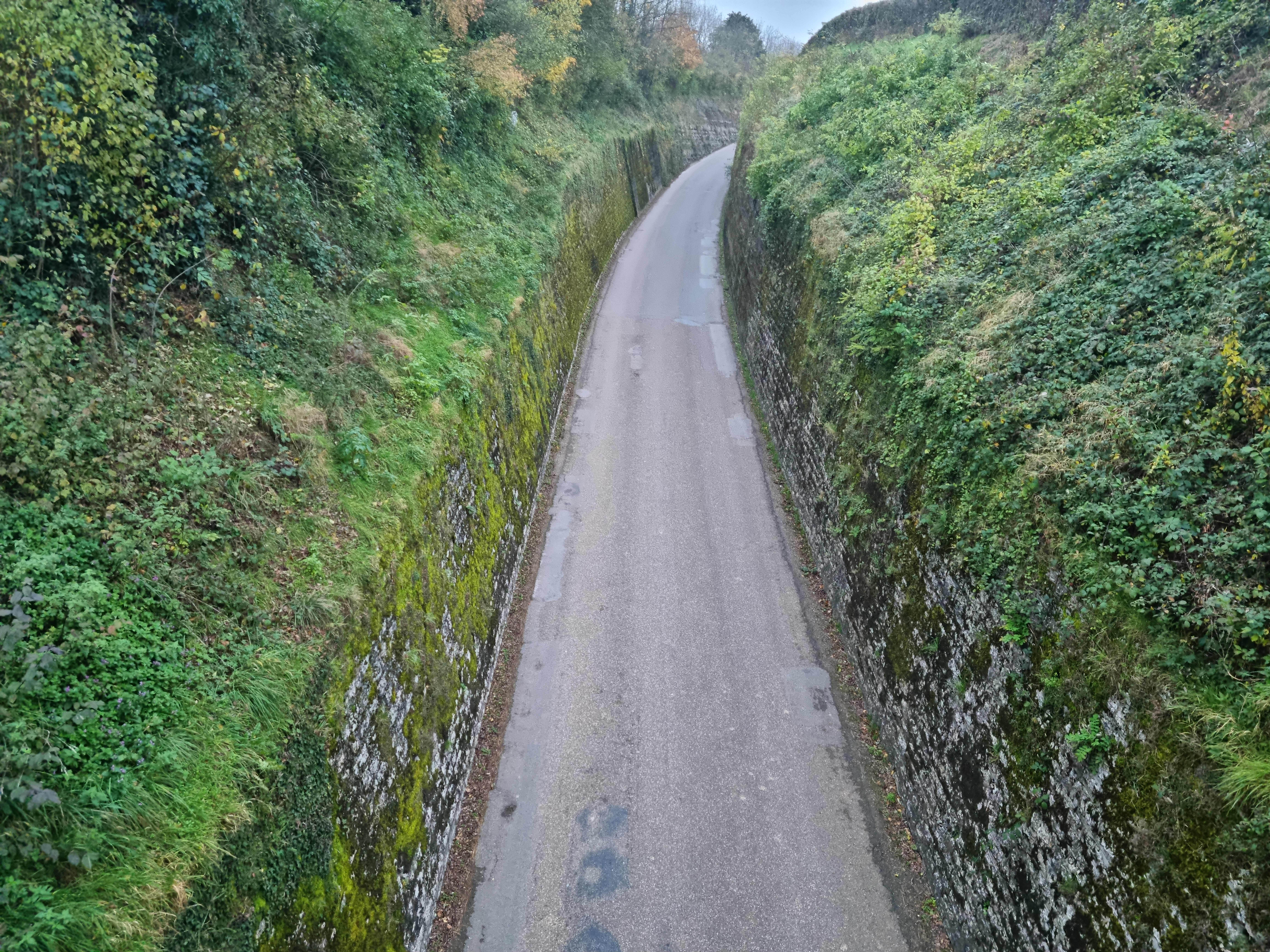
L'ancienne voie ferrée à Marnay.

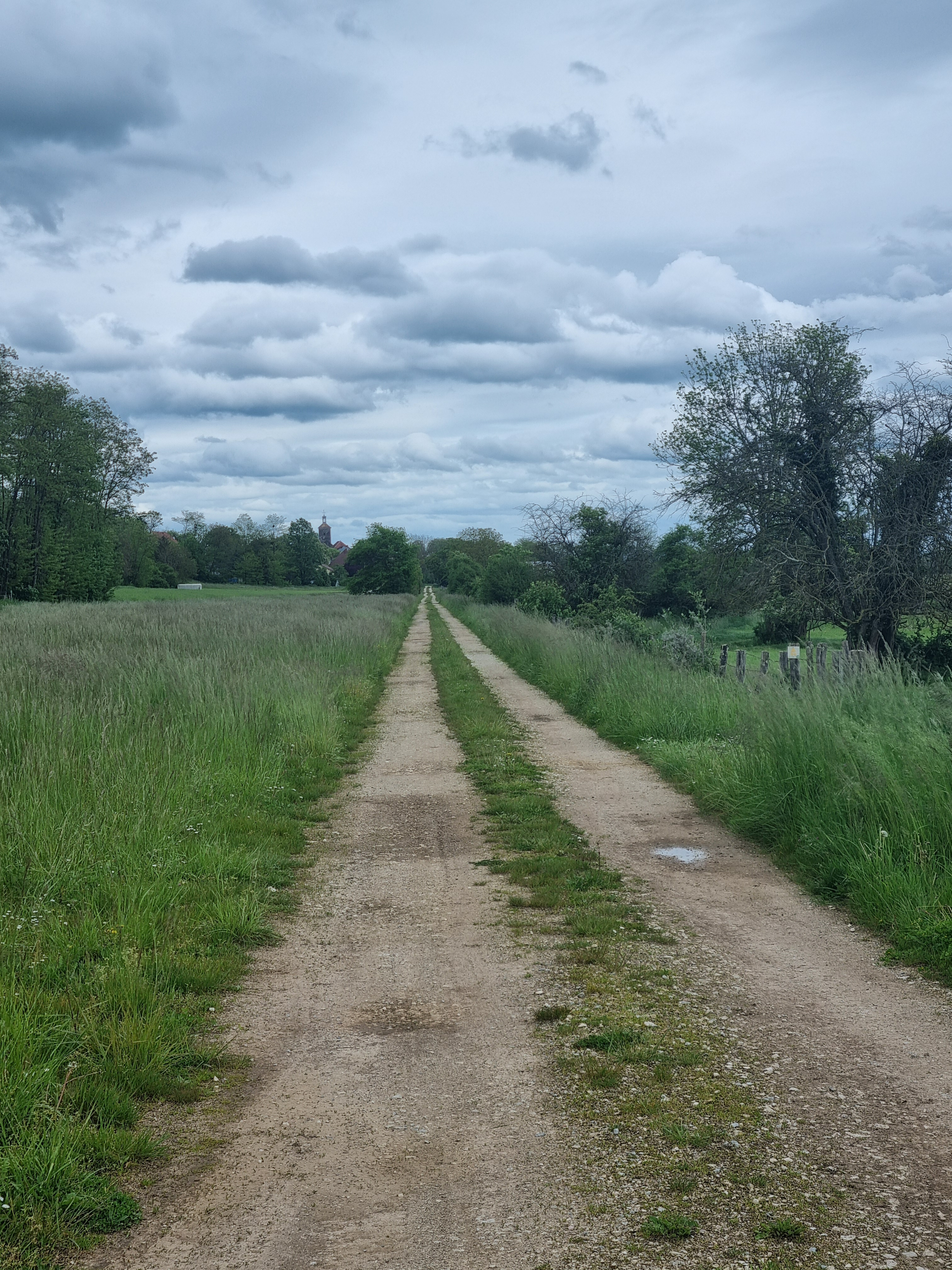
L'ancienne voie ferrée entre Chenevrey et Sornay (Haute-Saône)

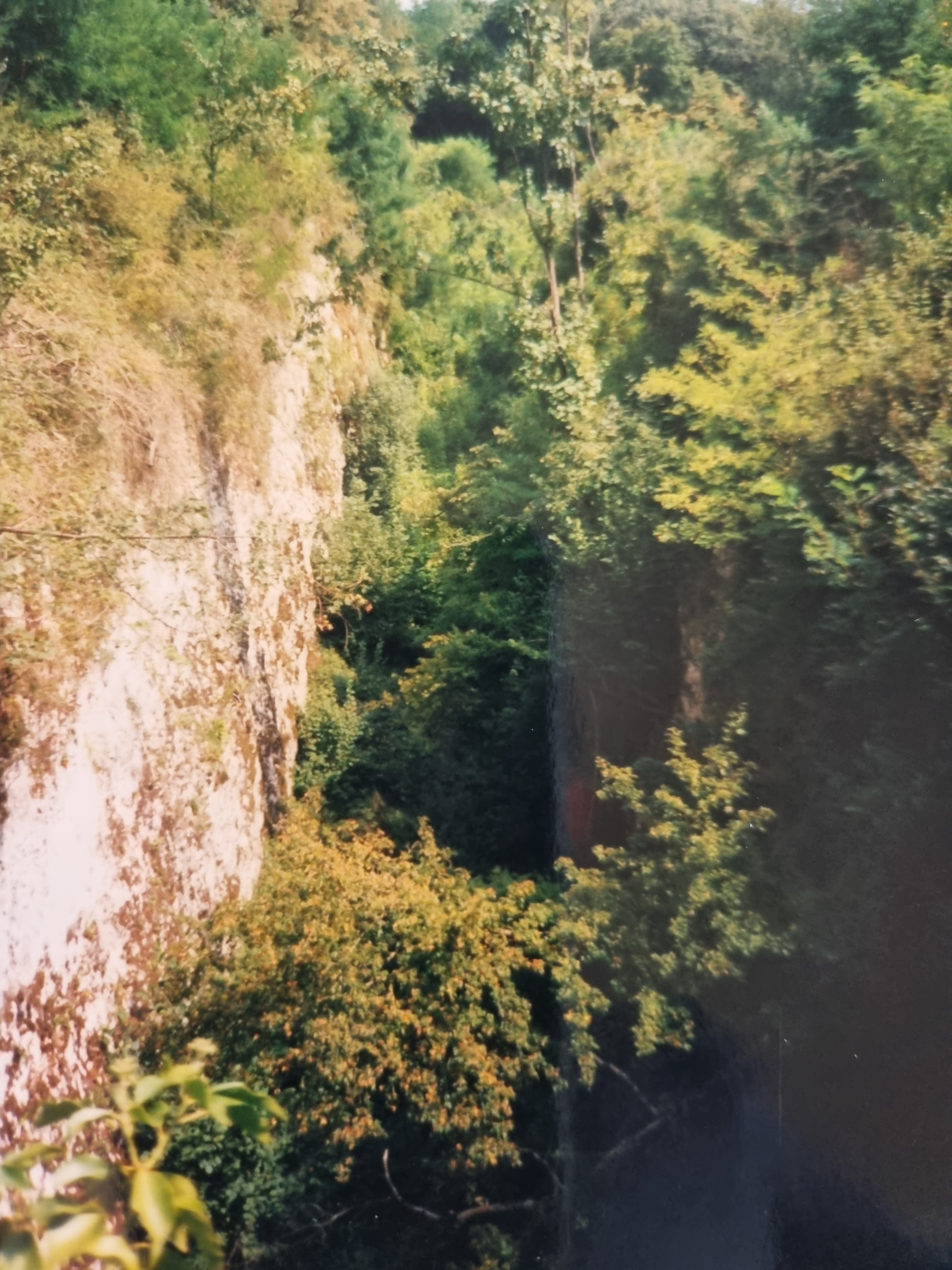
Déblai de l'ancienne voie ferrée entre Sornay et Montagney (Haute-Saône)

### Ouvrages d'art

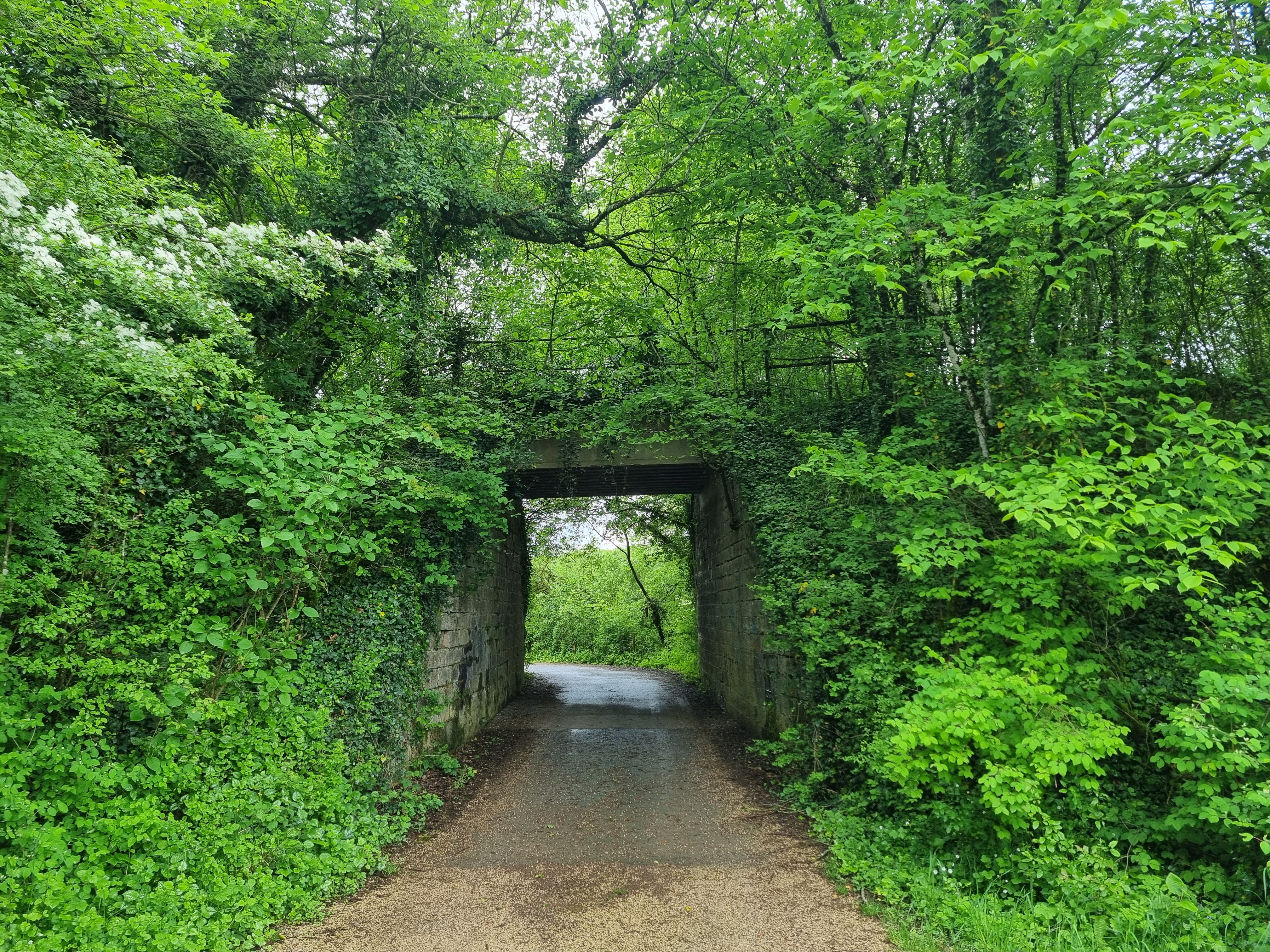
Ancien pont ferroviaire à Miserey-Salines

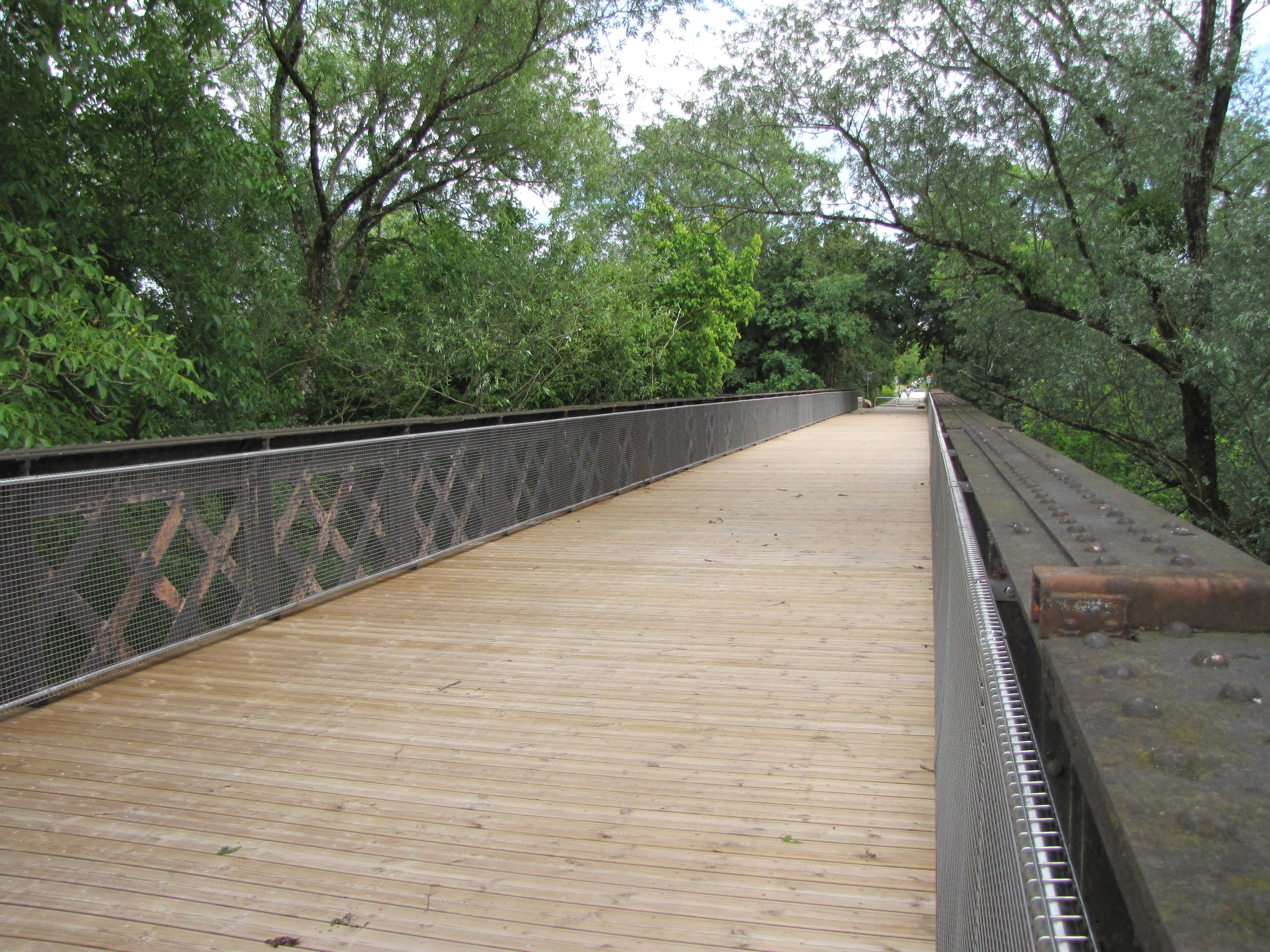
Pont métallique franchissant l'Ognon, vers Émagny.
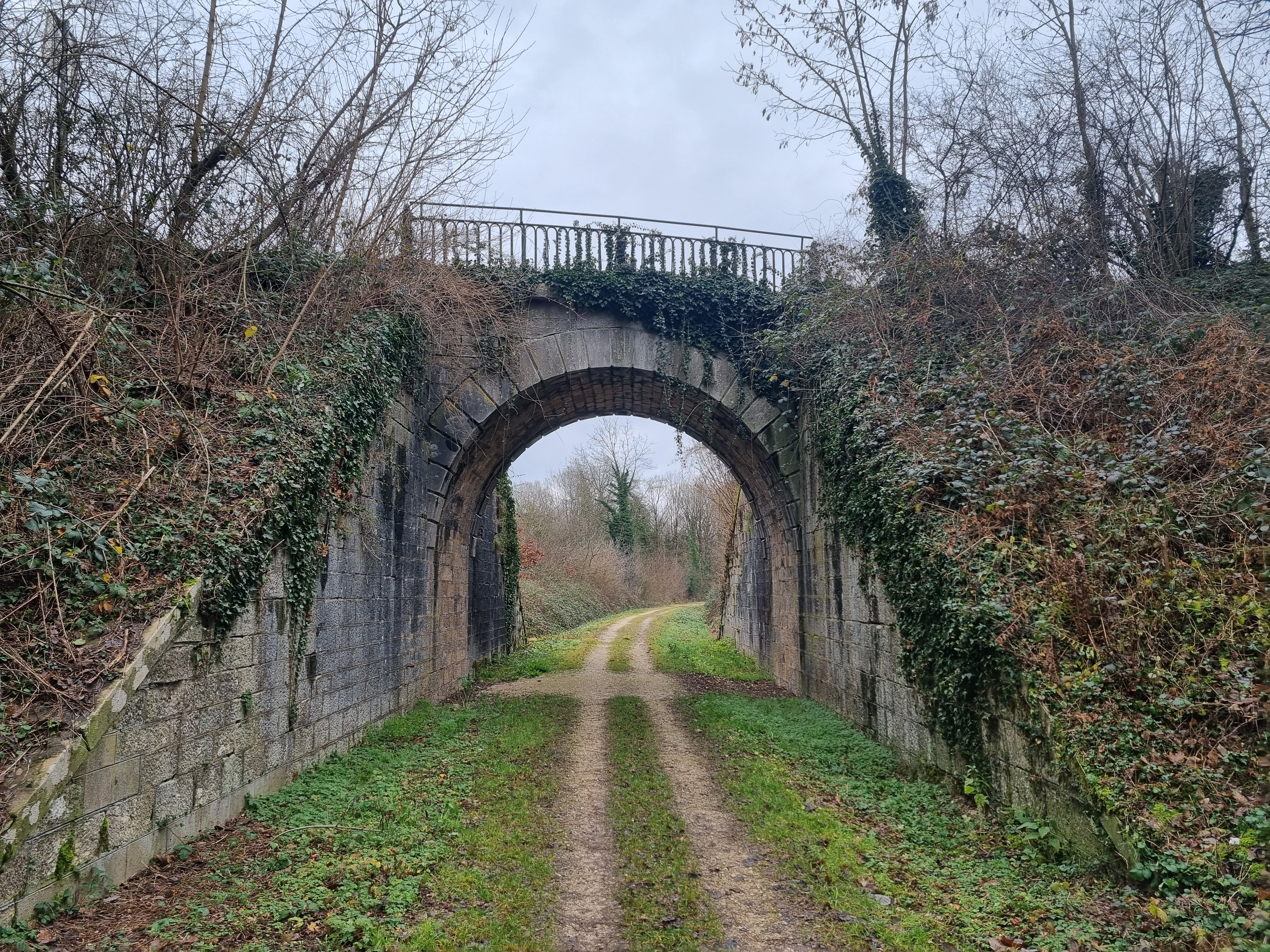
Pont routier au-dessus de l'ancienne voie ferrée à Moncley.

### Gares et haltes

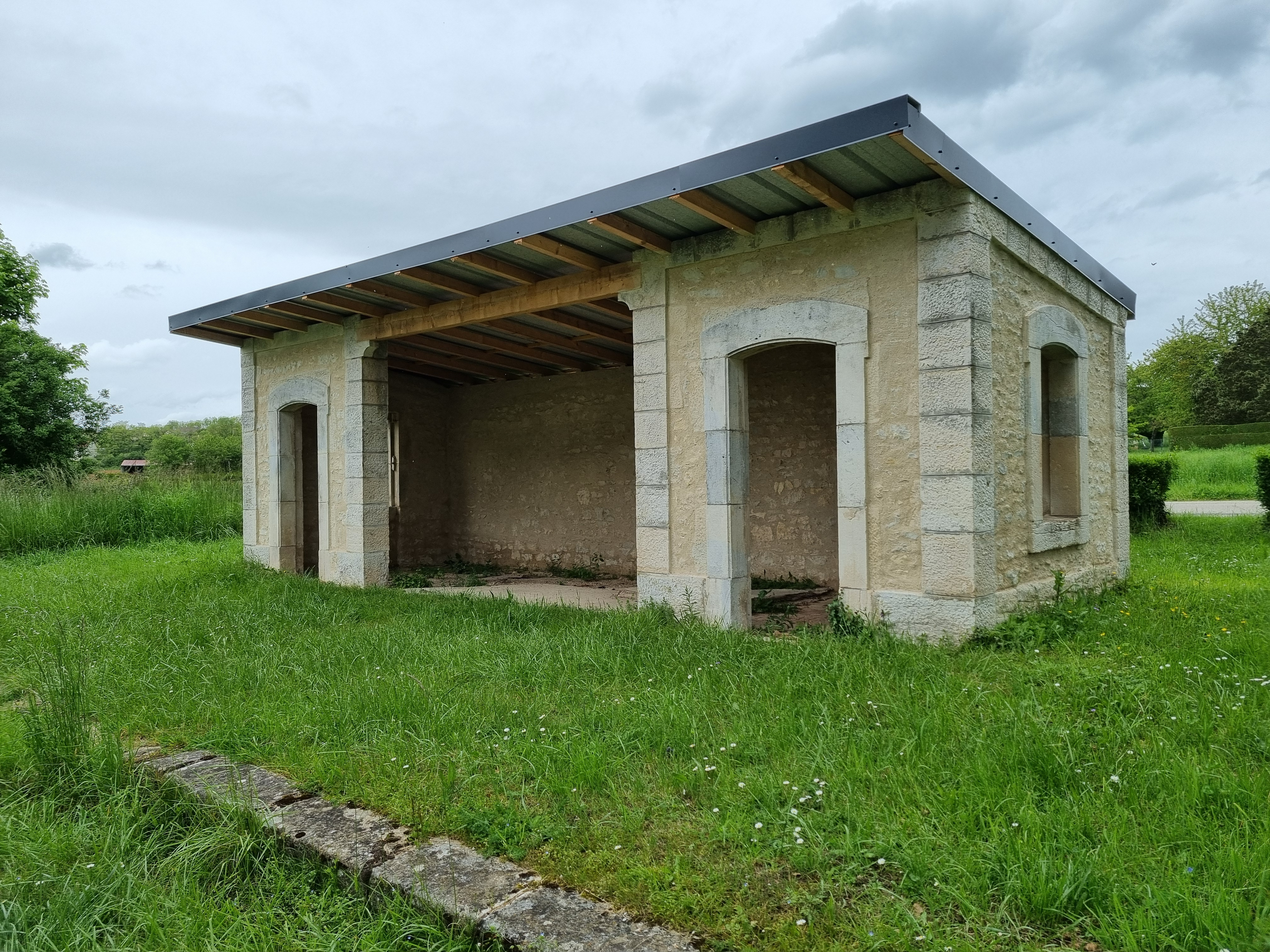
Ancien abri voyageurs des quais de l'ancienne gare de Marnay

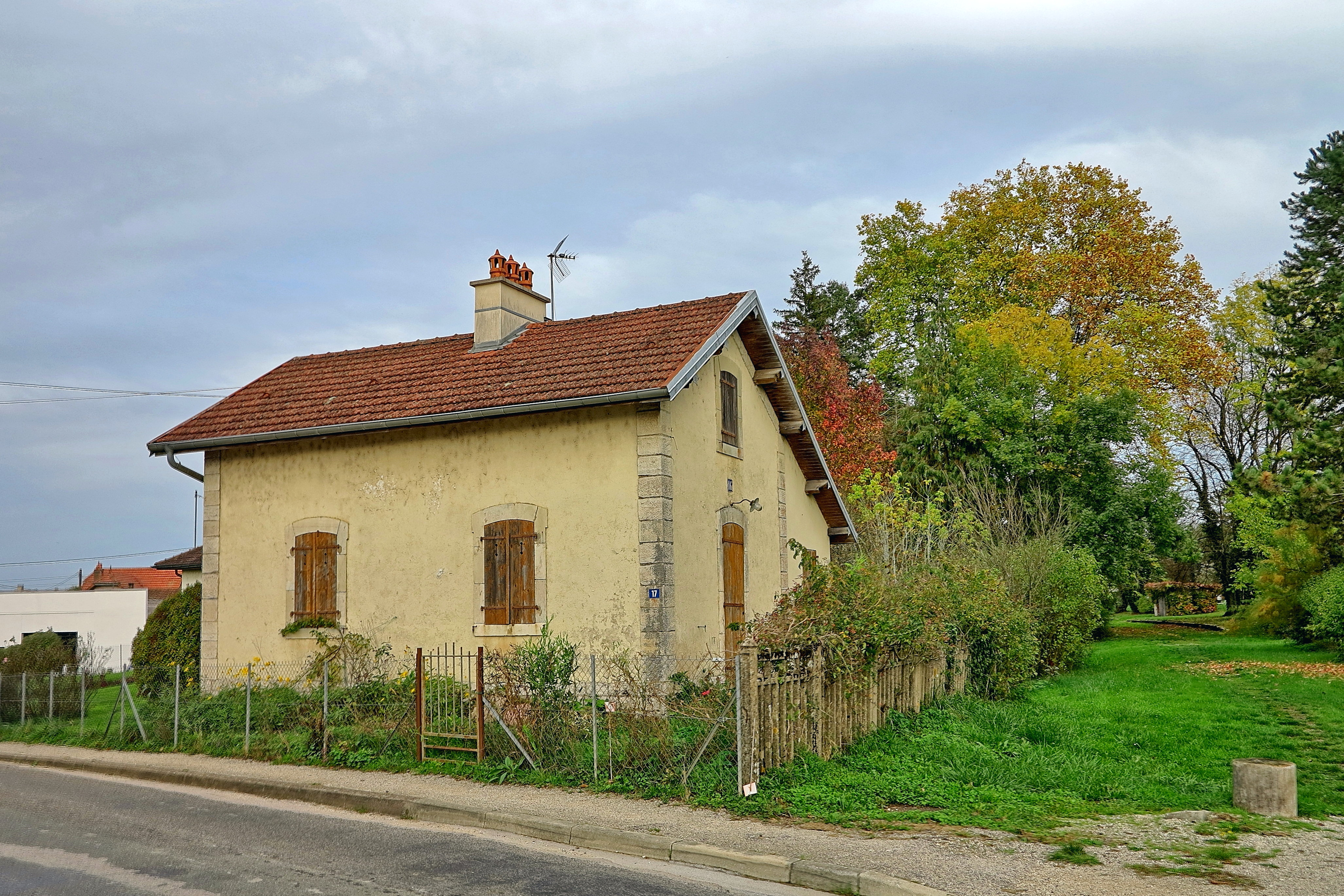
L'ancienne maison du garde-barrière à Émagny.

## Etat actuel de la ligne
La voie est déposée sur la totalité de son parcours. Entre Montagney et Marnay, certaines sections de la plateforme sont intégrées au réseau routier ou converties en chemins non goudronnés, d'autres sont recouvertes par la végétation.
Entre Marnay et Emagny, la plateforme qui longe la rivière Ognon, est aménagée en voie verte de promenade à vélo et à pied.